# Anastasia Bitsenko
Anastasia Alekseevna Bitsenko, née Anastasia Kameristaya (en russe : Анастасия Алексеевна Биценко, née Камeристая) le 10 novembre 1875 à Aleksandrovka (Empire russe) et morte le 16 juin 1938 à Kommounarka (URSS), est une révolutionnaire russe liée aux Narodniki, puis communiste. Membre d'un détachement de combat aérien des socialistes révolutionnaires (SR), elle devient célèbre pour avoir assassiné l'ancien ministre russe de la Guerre Viktor Sakharov en 1905. Après plus de 11 ans de détention, elle est libérée lors de la révolution de Février. Elle rejoint ensuite les socialistes-révolutionnaires de gauche. Elle fait partie de la délégation soviétique aux négociations de paix germano-russes pendant la Première Guerre mondiale, qui aboutissent au traité de Brest-Litovsk. De retour en Russie, elle occupe divers postes au sein du parti soviétique, avant d'être exécutée lors des purges staliniennes.

## Biographie

### Formation
Anastasia (Nastya) Kameristaya naît en 1875 dans le petit village d'Aleksandrovka (aujourd'hui Donetsk), dans le district de Bakhmoutsk du gouvernement de Iekaterinoslav, dans l'Empire russe. Issue d'une famille paysanne, elle bénéficie des réformes éducatives du tsar Alexandre II et suit une formation pour devenir institutrice. Lors d'une famine en 1899, elle organise une cuisine communautaire pour les personnes souffrant de la faim à Kazan. Plus tard, elle suit d'autres formations à Moscou afin de pouvoir enseigner dans le secondaire.

### Activités révolutionnaires
Durant ses études, elle est attirée par la scène révolutionnaire russe naissante, probablement favorisée par sa rencontre avec son futur mari, Mikhaïl Stepanovitch Bitsenko, camarade d'études à l'Institut d'agriculture de Moscou et agitateur socialiste révolutionnaire (SR). En 1901, ils sont arrêtés par la police pour participation à des troubles étudiants et bannis de Moscou, expédiés vers la province reculée d'Irkoutsk. De retour en Russie européenne en 1903, ils « contribuent à la fondation d'une organisation SR à Smolensk », mais ils se séparent probablement plus tard la même année, lorsqu'Anastasia quitte Smolensk pour Saint-Pétersbourg, tandis que « Mikhaïl continue de travailler avec les SR de Smolensk ». Ils ne se rencontrent plus jamais, mais elle conserve son nom de famille toute sa vie.
À Saint-Pétersbourg, Anastasia Bitsenko devient une militante à part entière du parti SR et participe à un groupe terroriste féminin qui vise à assassiner le ministre de l'Intérieur, Viatcheslav Plehve. Trahie par un informateur, elle est arrêtée fin janvier 1904 et maintenue en détention provisoire jusqu'à la mi-mars 1905, date à laquelle elle est exilée à Vologda, près du cercle polaire arctique. Après seulement un mois passé dans la colonie, elle s'enfuit à Genève, mais retourne à Moscou en août, en tant que membre du comité moscovite du SR, chargée de l'organisation des cheminots.
En novembre suivant, elle rejoint un détachement de combat aérien SR (l'Organisation de combat des SR avait été temporairement dissoute et le comité central du parti avait décidé de mettre fin à la terreur après la publication du Manifeste d'octobre. Cependant, de nombreux membres et groupes ne se conforment pas à la décision du parti). Anastasia Bitsenko se porte volontaire pour mener un complot terroriste contre le « boucher de Saratov », comme les révolutionnaires appelaient l'ancien ministre de la Guerre, Viktor Sakharov, qui avait été envoyé dans la province de Saratov afin de réprimer les troubles paysans. Le 22 novembre, Anastasia Bitsenko réussit à se glisser dans le palais du gouverneur Piotr Stolypine à Saratov et se fait admettre en présence du général Sakharov. Lors de leur rencontre, elle dépose immédiatement la sentence de mort rédigée par le comité SR local sur le bureau de Sakharov, puis l'assassine. Elle est capturée, traduite en justice et initialement condamnée à la pendaison ; mais sa peine est ensuite commuée en travaux forcés à perpétuité à purger au katorga de Nerchinsk (en), en Transbaïkalie.
Elle est envoyée en Sibérie avec cinq autres terroristes SR de premier plan, dont Maria Spiridonova. Le groupe, parfois surnommé les « Shesterka » (« Six »), avait acquis une immense popularité grâce à ses exploits. Leur lent voyage en train dura environ un mois et se transforma en une sorte de « progrès triomphal », le train étant accueilli à chaque arrêt par une foule croissante de sympathisants. Les révolutionnaires (Spiridonova en tête) les saluaient et discutaient avec le public aussi longtemps que possible, leur exposant le programme politique SR. Anastasia Bitsenko passe les onze années suivantes dans les colonies pénitentiaires d'Akatuy et de Maltsev, dans la katorga de Nertchinsk.

### Russie soviétique

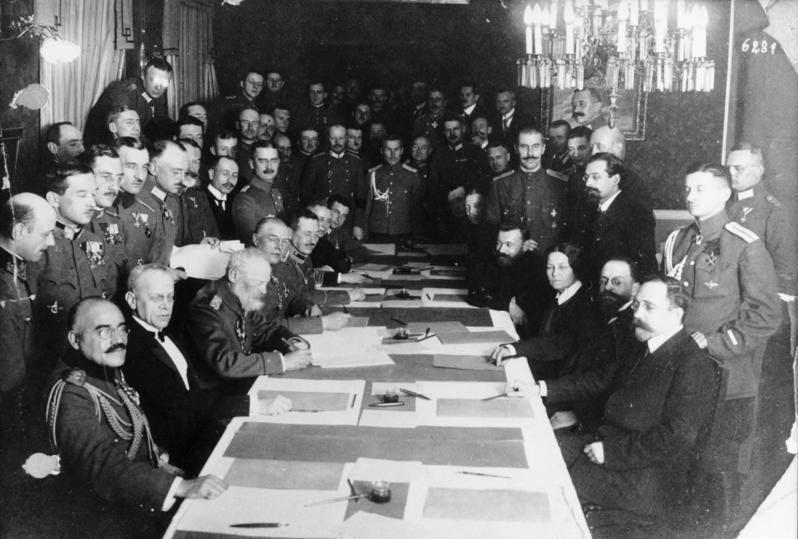
Signature de l'armistice entre la Russie et l'Allemagne. Anastasia Bitsenko est assise à droite.

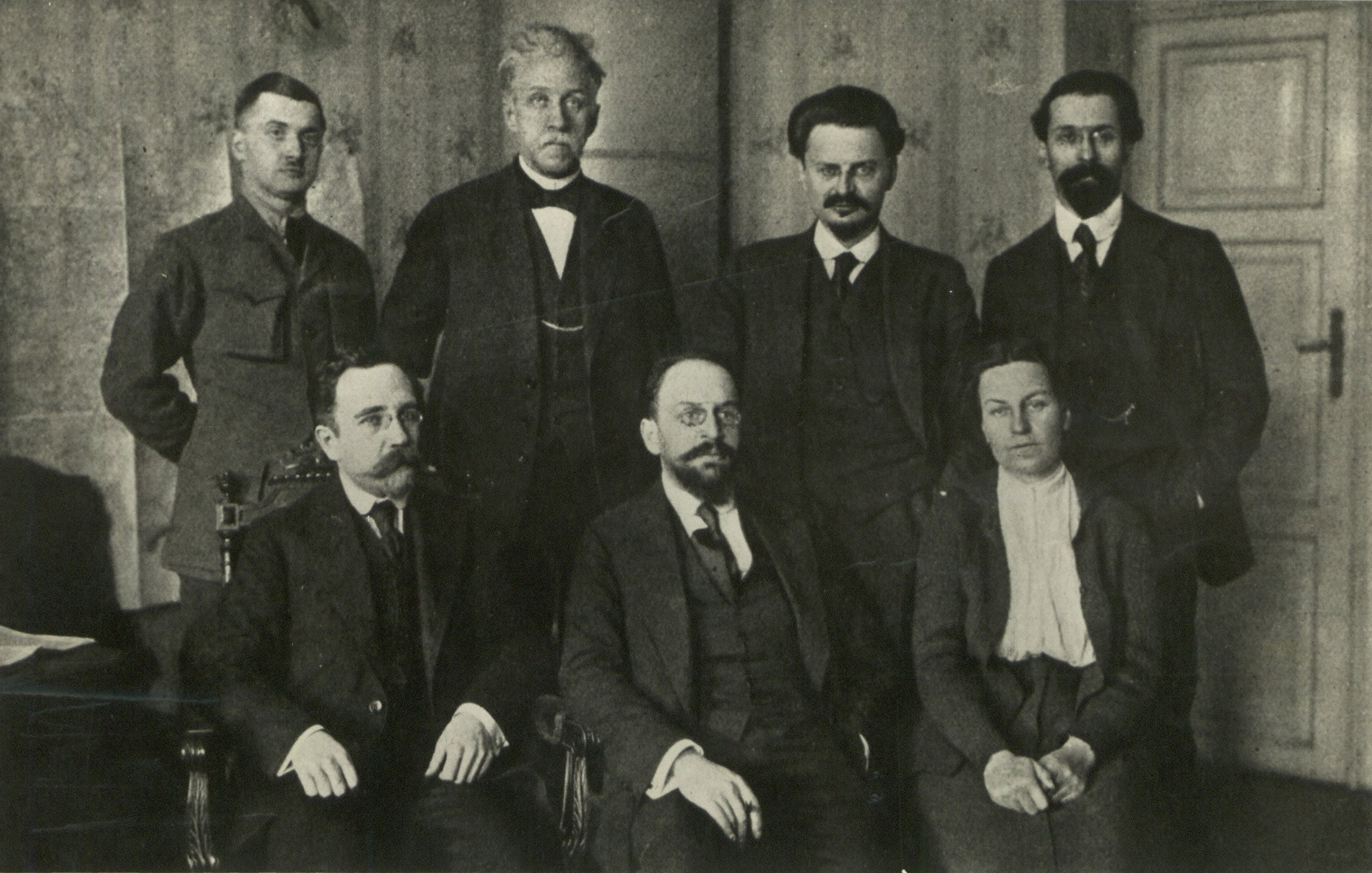
Délégation soviétique à Brest-Litovsk. Assis, de gauche à droite : Lev Kamenev, Adolf Joffé, Anastasia Bitsenk. Debout : Vladimir Lipskiy, Pēteris Stučka, Léon Trotski et Lev Karakhan.

À la suite de la révolution de février 1917, elle est libérée et reprend son engagement politique au sein du Parti socialiste-révolutionnaire, d'abord à Tchita, puis à Moscou, où elle est réélue au comité régional du parti. Elle participe à l'insurrection d'Octobre en tant que membre du Comité militaire révolutionnaire de Petrograd, puis rejoint les socialistes-révolutionnaires de gauche, gravissant les échelons du nouveau parti. Elle est membre du Comité central des SR de gauche, du praesidium du Soviet de Moscou et du Comité exécutif central des Soviets.
En récompense de son engagement au sein du parti, elle est désignée comme l'un des sept membres de la délégation soviétique aux pourparlers de paix germano-soviétiques pour la Première Guerre mondiale à Brest-Litovsk. Anastasia Bitsenko est la seule femme présente lors des négociations ; sa nomination est une manœuvre politique des bolcheviks pour représenter les socialistes-révolutionnaires de gauche rivaux. Les pourparlers se conclent par la signature du traité de Brest-Litovsk, un traité de paix qui met fin aux combats sur le front de l'Est.
Anastasia Bitsenko retourne en Russie et poursuit ses activités au sein du parti. Fortement opposée à la rupture avec les bolcheviks, elle cofonde le Parti communiste révolutionnaire en septembre 1918. En novembre, elle rejoint le Parti communiste russe (bolcheviks), nouvellement rebaptisé, et occupe par la suite divers postes politiques et au sein de comités en Union soviétique. Après la mort de Lénine, de vastes purges sont menées au sein du Parti communiste par le nouveau dirigeant soviétique, Joseph Staline, et elle devient l'une des nombreuses cibles. Accusée d'appartenance à une organisation terroriste, elle est jugée et condamnée à mort. Le 16 juin 1938, elle est fusillée et enterrée au champ de tir de Kommounarka. Les autorités soviétiques la réhabilitent à titre posthume en 1961.